# ALICE セカンド・ライヴ
『ALICE セカンド・ライヴ』は、1974年7月にリリースされたアリスの2枚目のライブ・アルバム。

## 解説
1974年3月31日に神田共立講堂で行われたリサイタルの実況録音盤である。
オフコースの鈴木康博、トランザムの後藤次利もゲスト・ミュージシャンとして参加している。
2001年にCD化され、2006年（紙ジャケット仕様）にも再リリースされている。

## 収録曲

### SIDE 1
1. イントロダクション
  - 春がいっぱい　シャドウズのカバー
  - マサチューセッツ　ビージーズのカバー
2. ラヴ　ナット・キング・コールのカバー
3. メドレー
  - 春が来た　作詞:高野辰之／作曲:岡野貞一
  - 春の小川　作詞:高野辰之／作曲:岡野貞一
  - 花　作詞:武島羽衣／作曲:瀧廉太郎
  - 恋は水色　ポール・モーリアで知られる
4. 冬が終って　作詞:谷村新司／作曲:堀内孝雄
5. アンチェインド・メロディー　　ライチャス・ブラザーズで知られる
6. 明日に架ける橋　サイモン&ガーファンクルのカバー
7. バイ・バイ・ラヴ　サイモン&ガーファンクルで知られる

### SIDE 2
1. ルイジアンナ　キャロルのカバー
2. 噂の女　内山田洋とクールファイブのカバー
3. かもめ　作詞・作曲:谷村新司
4. アリスのメッセージ（ナレーション）
5. 青春時代　作詞:なかにし礼／作曲:都倉俊一
6. 青春の影　作詞・作曲:谷村新司
7. おまえ　作詞・作曲:谷村新司
8. さよなら昨日までの悲しい思い出　作詞・作曲:谷村新司